# خان تنكز
خان تنكز هو خان من زمن العصر المملوكي. يقع في منتصف الجدار الجنوبي لسوق القطانين، إلى الغرب من الحرم القدسي مباشرةً. وفر الخان السكن للتجار الأجانب وشمل متاجر وإسطبلات.

## تاريخه
بُني في سنة (737هـ/1336م)، كما يفيد نقش التأسيس الذي يعلو الواجهة الشمالية. وهو يُنسب إلى مُشيده الأمير سيف الدين تنكز الناصري نائب الشام في عهد السلطان الناصر قلاوون. وبالإضافة إلى هذا الخان، شيد الأمير أبنية أخرى في القدس، مثل المدرسة التنكزية.
يقع الخان في موضع حيوي للغاية، فهو قريب من الحرم القدسي في منطقة تضم أكبر أسواق البلدة القديمة وأكثرها ازدحاماً ويتصل بسوق القطانين (سوق القطن) وحمام الشفا في طرفه الشرقي وحمام العين في طرفه الغربي.
وتذكر الحجج الشرعية عنه امتلاكه 32 دكاناً في سوق القطانين، وترميمه ترميياً شاملاً في سنة (978هـ/1570م)، إثر زلازل دمر جزءاً منه، ووقف السلطان المملوكي، شهاب الدين أحمد بن إينال، لهذا الخان على الصدقات الحكمية في سنة (865هـ/1460م)، واستغلاله بلإجارة بعد المزايدة العلنية.
وقد ضعف الدور التاريخي لهذا الخان وتهدمت بعض أجزائه، وأهمل بعض آخر منها، واستخدمت بعض الغرف مخزناً، والبعض الآخر ورشة عمل. ومؤخراً، اتخذ ما تبقى منه مقراً لمركز دراسات القدس، بجامعة القدس منذ 1998، أملاً في الحفاظ على هوية المكان وأصحابه، إلا أن أخطر ما يواجهه يتمثل في سياسة التهويد التي يمارسها الاحتلال الإسرائيلي.

## وصفه
يفتح ممر عريض في الباكيتين 8-9 من سوق القطانين (مسدود جزئياً بجدار حديث) على القاعة المؤدية إلى الجنوب من مدخل الخان. وتطابق المحلات التجارية المحيطة بقاعة المدخل في التصميم والبناء لتلك القائمة في الجزء الغربي من السوق. وتقسم الأقواس المستعرضة القبو الأسطواني الطويل لقاعة المدخل إلى ثلاث فتحات. وفي طرفه الجنوبي، يوجد مدخل يؤدي إلى فناء الخان الكبير، الذي يقسمه حالياً جدار كبير من الشمال إلى الجنوب. وقد بهتت نقوش تأسيس الخان المنحوتة على حجر العقد لقوس المدخل وعلى العتبة العليا وعلى الحواف والتي تحمل رنك تنكز؛ كوب على درع دائري كامل.
| خان تنكز                    | بسم الله الرحمن الرحيم.. المبارك والسوق والربوع على ظهورهم المقرّ الأشرف السيفي تنكز الناصري كافل ا[لمالك] الشريفة الشأميّة أعزّ الله أنصاره. | خان تنكز |
| — من النقوش على جدران الخان | |          |

ويطل الفناء على غرف كبيرة ذات قباب أسطوانية تُستخدم حالياً كإسطبلات. أُزيل الجدار الشرقي للغرفة الغربية لربط هذه الغرفة مع الدكانين الغربية في قاعة المدخل. أُغلق هذا المدخل لاحقاً بحاجز خرساني. فيما يطل باب واحد على الجانب الغربي من الفناء على غرفة ذات قبو أسطواني عادي. وعلى الجانب الشرقي، يوجد ممر مسدود جزئياً حالياً، ومدخلان يؤديان إلى غرف ذات قباب أسطوانية. ويحتوي الجزء الجنوبي من هذه الغرف على غطاء مفلطح لنافذة تطل على ميضأة.

## معرض الصور

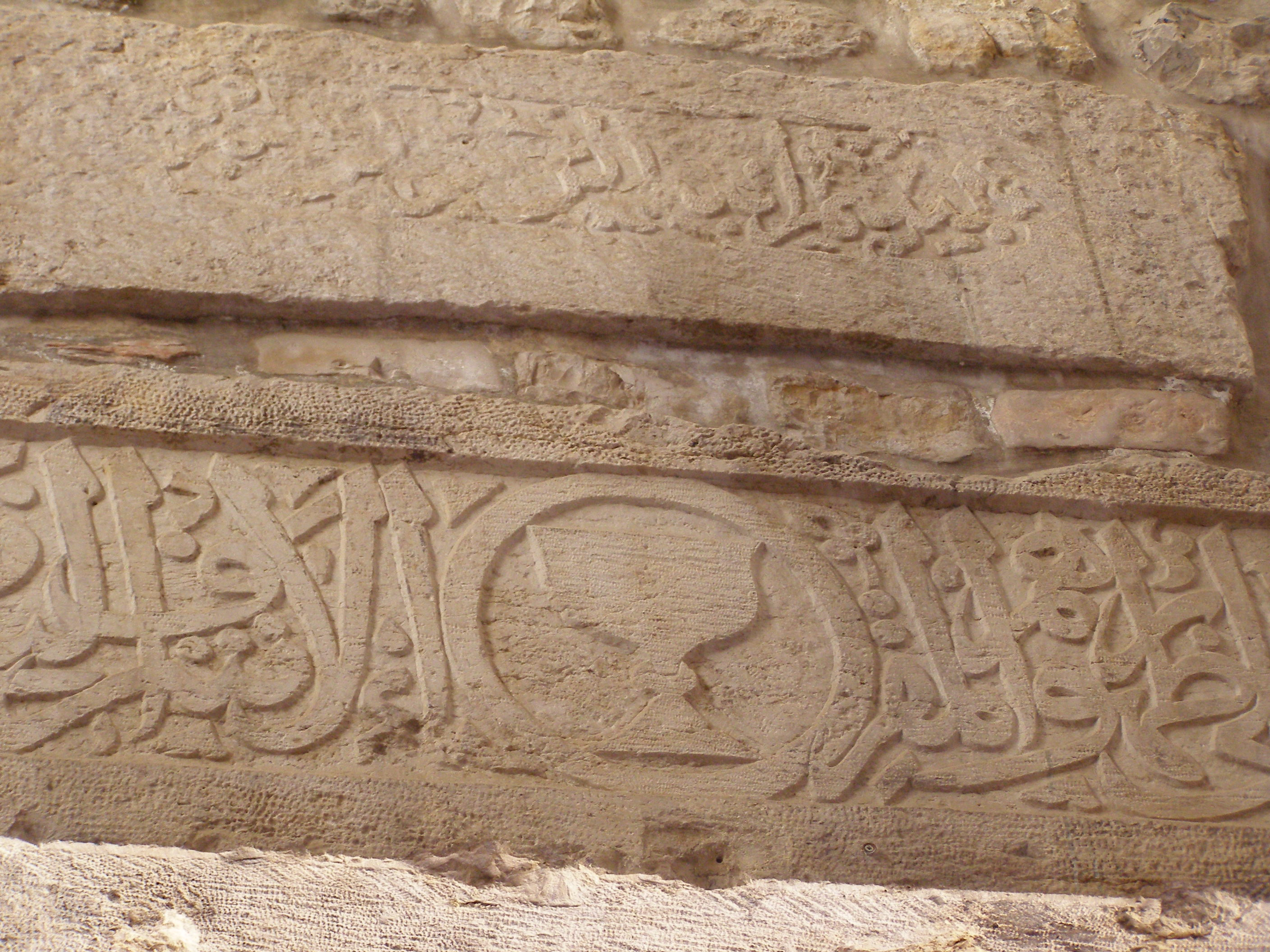
رنك تنكز على حجر العقد لقوس المدخل
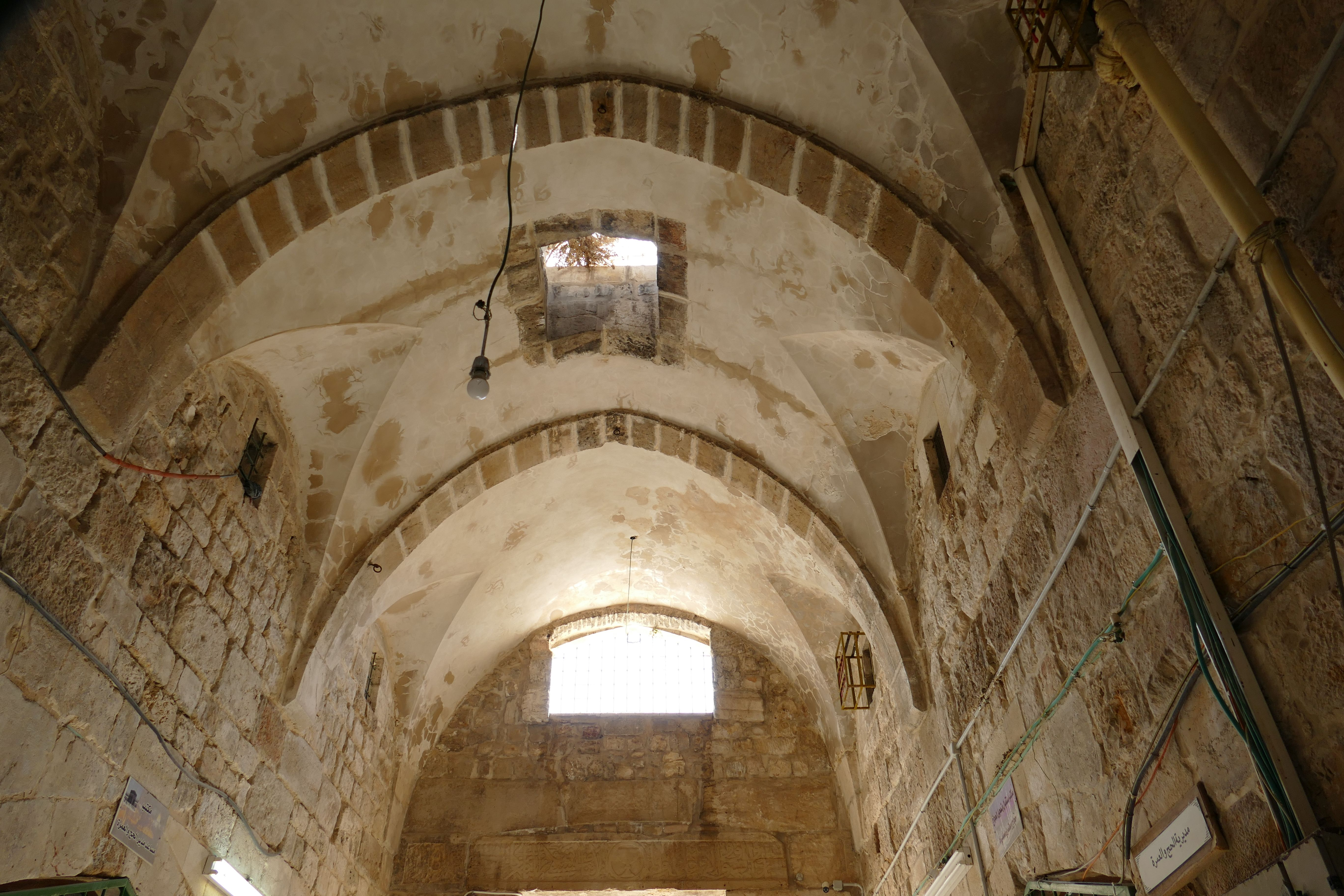
عمارة الخان

## انظر ايضا
- العمارة المملوكية في القدس
- خان السلطان

## وصلات خارجية
- خان تنكز الأثري في القدس - مونت كارلو الدولية
- خانات القدس سادت وحكاياتها باقية - شبكة أخبار البلد